# Stanstead (Bas-Canada)
Pour les articles homonymes, voir Stanstead.
Stanstead est un district électoral de la Chambre d'assemblée du Bas-Canada ayant existé de 1829 à 1838.

## Histoire
Le district est créé lors de la refonte de la carte électorale de 1829 par détachement du district de Buckingham. Il s'agit d'un district représenté conjointement par deux députés, parfois d’allégeance différente. Il est suspendu de 1838 à 1841 en raison de la Rébellion des Patriotes.

## Liste des députés

### Siègeno1
| Années | Années      | Député             | Parti       |
| ------ | ----------- | ------------------ | ----------- |
|        | 1829 - 1830 | Ebenezer Peck      | Patriote    |
|        | 1830 - 1834 | Ebenezer Peck      | Patriote    |
|        | Indépendant | Ebenezer Peck      |             |
|        | 1834 - 1836 | John Grannis       | Patriote    |
|        | 1837 - 1838 | Moses French Colby | Bureaucrate |

### Siègeno2
| Années | Années      | Député            | Parti       |
| ------ | ----------- | ----------------- | ----------- |
|        | 1829 - 1830 | Marcus Child      | Patriote    |
|        | 1830 - 1833 | James Baxter      | Indépendant |
|        | 1833 - 1834 | Wright Chamberlin | Indépendant |
|        | 1834 - 1834 | Marcus Child      | Patriote    |
|        | 1834 - 1838 | Marcus Child      | Patriote    |